# Przybyłów (przystanek kolejowy)
Przybyłów – nieczynny wąskotorowy przystanek osobowy w Przybyłowie, w gminie Koło, w powiecie kolskim w województwie wielkopolskim, w Polsce. Został wybudowany w 1914 roku przez okupacyjne wojska niemieckie.